# Улица Кармелюка (Чернигов)
Улица Кармелюка (укр. Вулиця Кармелюка) — улица в Новозаводском районе города Чернигова. Пролегает от улицы Мартына Небабы до проспекта Мира (без проезда), исторически сложившаяся местность (район) Красный Хутор.
Нет примыкающих улиц.

## История
Черторыйская улица — по названию Черторыйского оврага — проложена в 1956 году. Была застроена индивидуальными домами. 
В 1960 году улица получила современное название — в честь предводителя крестьянского движения на Подолье в 1813—1835 годы  Устима Якимовича Кармалюка.

## Застройка
Улица расположена на склоне Черторыйского оврага, пролегает на север, затем делает поворот на восток (параллельно улице Мартына Небабы), затем делает поворот на юг к улице Мартына Небабы.  Парная и непарная стороны улицы заняты усадебной застройкой. Часть домов относится к улице. Нет парной и непарной сторон. 
Также по названию улицы именуется переулок Кармелюка. 
Учреждения: нет